# كاج جوزيف
كاج جوزيف (بالدنماركية: Kaj Gottlob)‏ هو مصمم ومهندس معماري دنماركي، ولد في 9 نوفمبر 1887 في كوبنهاغن في الدنمارك، وتوفي بنفس المكان في 12 مايو 1976.

## معرض صور

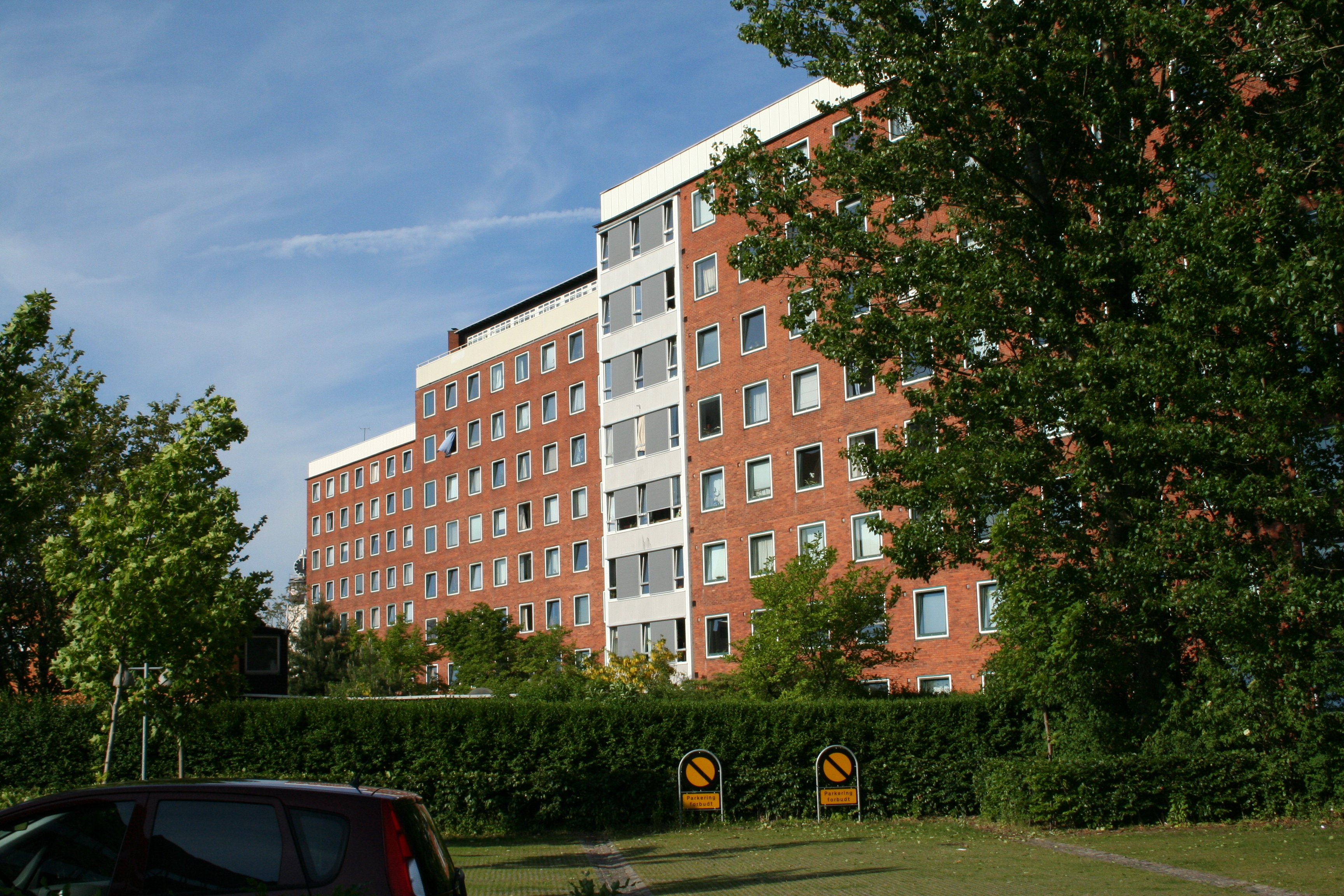
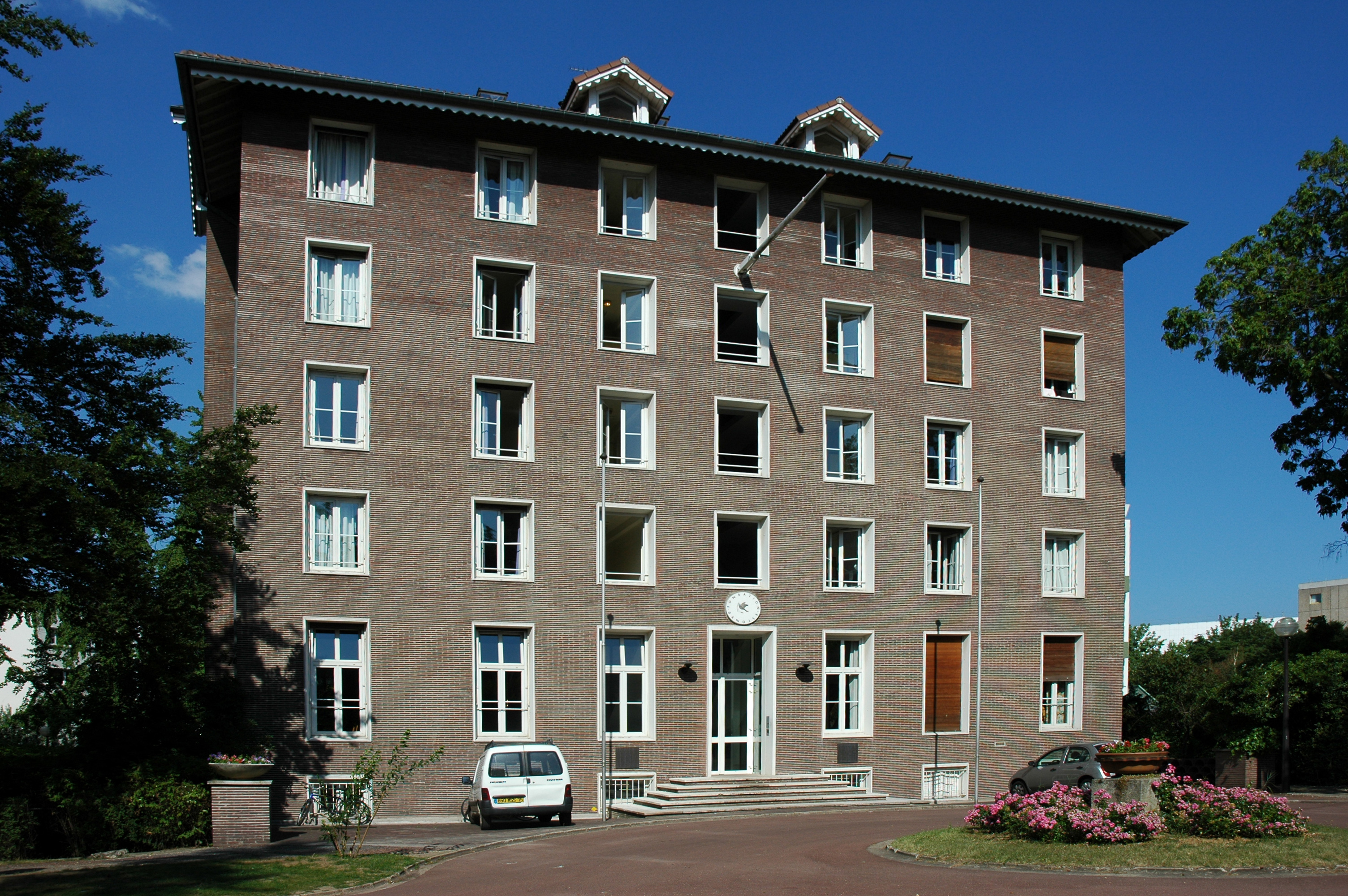
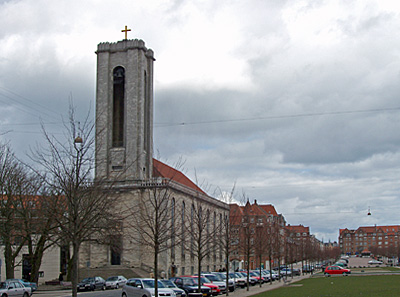